# Scaevatula pellisserpentis
Scaevatula pellisserpentis é uma espécie de gastrópode  da família Clavatulidae.
É endémica de São Tomé e Príncipe.